# Laboratorium Pieśni
Laboratorium Pieśni – grupa wokalna założona w Gdańsku w 2013 roku przez Alinę Jurczyszyn i Kamilę Bigus, wykonująca muzykę ludową z różnych regionów świata (m.in. obszarów jak Polska, Ukraina, Białoruś, Bałkany, Skandynawia czy Gruzja) techniką polifonii i a cappella lub przy użyciu różnych instrumentów etnicznych.

## Muzycy

### Skład
- Alina Jurczyszyn – śpiew, flet, instrumenty perkusyjne[2] (2013–)
- Kamila Bigus – śpiew, bębny szamańskie[3], rebab, skrzypce[2] (2013–)
- Lila Bosowska (Schally-Kacprzak[4]) – śpiew, instrumenty perkusyjne[2]
- Iwona Bajger (Majszyk[4]) – śpiew
- Magda Jurczyszyn-Turło – śpiew, instrumenty perkusyjne[2]
- Alina Klebba – śpiew[2]
- Karolina Stawiszyńska – śpiew, instrumenty perkusyjne[2]

### Byli członkowie
- Klaudia Lewandowska – śpiew, shruti box[2] (do około 2017 roku[5])
- Paweł Studziński[6][7]

## Historia

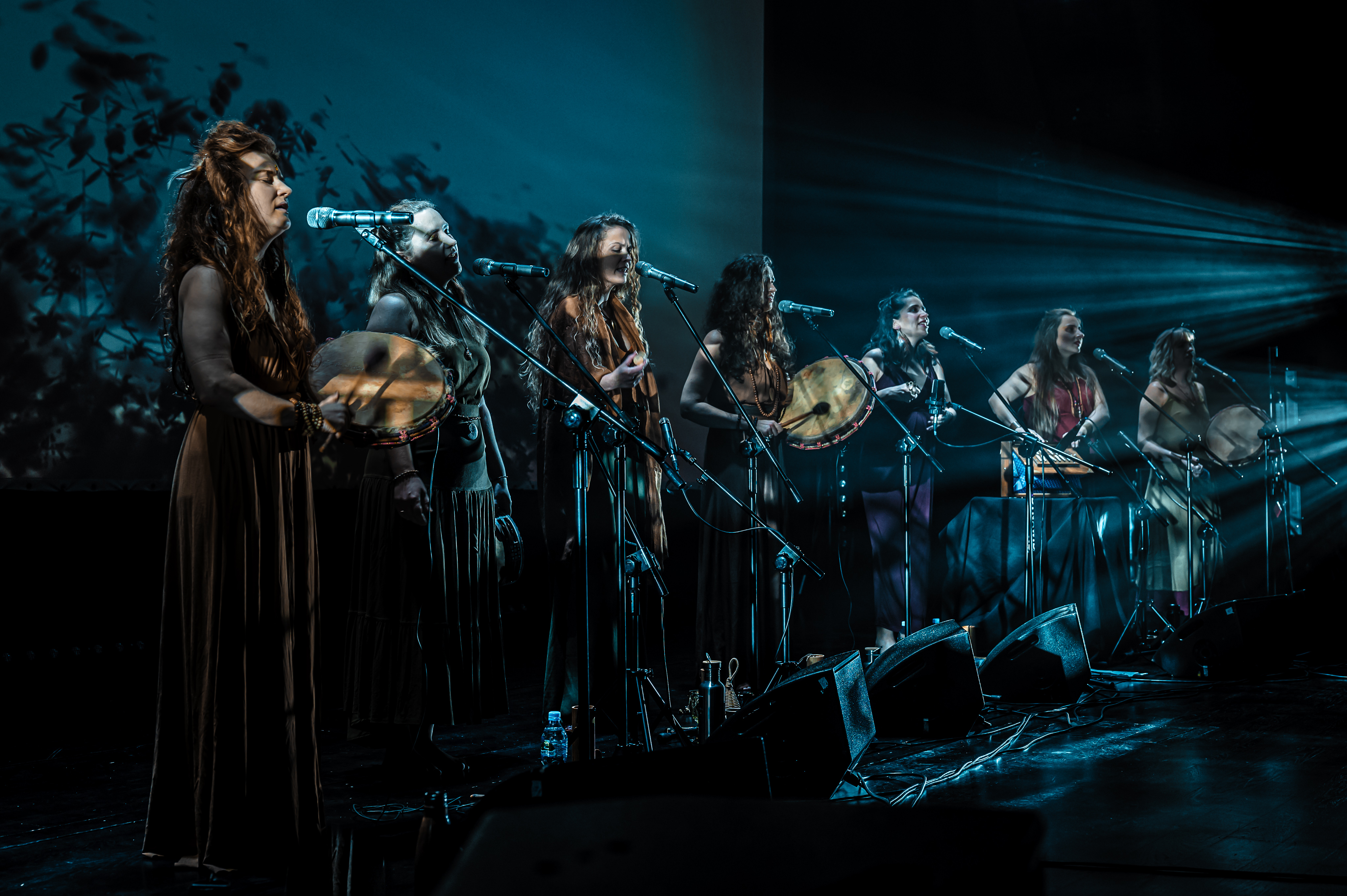
Laboratorium Pieśni, fot. Jacek Klejment (2022)

Zespół założyły Alina Jurczyszyn oraz Kamila Bigus w 2013 roku po spotkaniach w Akademickim Centrum Kultury UG „Alternator” oraz w Oddziale Etnografii Muzeum Narodowego w Gdańsku. Założycielki realizowały projekt Akademia Laboratorium Pieśni na Uniwersytecie Gdańskim. Grupa podejmowała muzykologiczne badania terenowe na Dolnym Śląsku (2013), na Kaszubach (2013–2014), w Albanii (2014). Zespół współorganizował Festiwal Muzyki i Wiosny Etnowiosnowisko w Gdańsku.
Zespół prowadzi warsztaty z nauki śpiewu pieśni tradycyjnych.

## Nagrody
- nagroda Tryton na Festiwalu Artystycznym Młodzieży Akademickiej (2014)[11]
- Stypendysta Miasta Gdańsk (2015)[10]

## Dyskografia
Albumy
| 2016                           | Rosna - Data: 19 listopada 2016 - Wydawca: wydanie własne    | – |
| 2017                           | Puste noce - Data: 1 kwietnia 2017 - Wydawca: wydanie własne | – |
| 2018                           | Rasti - Data: 15 grudnia 2018 - Wydawca: Soliton             | – |
| „–” pozycja nie była notowana. |                                                              |   |